# Anthony Powell (scrittore)
Anthony Dymoke Powell (Londra, 21 dicembre 1905 – Frome, 28 marzo 2000) è stato uno scrittore britannico.
Powell è noto principalmente per il suo romanzo in dodici volumi Una danza alla musica del tempo, pubblicato tra il 1951 e il 1975. L'opera è stata oggetto di varie trasposizioni televisive e radiofoniche. Il quotidiano The Times ha incluso Anthony Powell nella lista dei 50 più importanti scrittori britannici del secondo Novecento.

## Vita
Nasce a Westminster, nella regione del Middlesex, figlio di un ufficiale dell'esercito.
Viene istruito a Eton, dove fa amicizia con il futuro scrittore Henry Green e contribuisce occasionalmente alla rivista scolastica.
Nel 1923 si iscrive all'Università di Oxford e diventa membro dell'Hypocrites' Club, associazione di studenti con vocazione artistica, interessi culturali e abitudini goderecce; in tale contesto conosce future celebrità quali Harold Acton ed Evelyn Waugh. All'università, al di fuori delle attività del club, entra in contatto anche con il filologo classico Maurice Bowra.
Nel 1926 si trasferisce a Londra, dove abiterà nel successivi 25 anni lavorando nell'editoria e, per un breve periodo, come sceneggiatore alla Warner Brothers. Collabora saltuariamente con il Daily Telegraph e con lo Spectator.
Nel 1934 sposa Violet Pakenham, sorella di Frank Pakenham, aristocratico e politico laburista.
Allo scoppio del secondo conflitto mondiale si arruola nell'esercito con il grado di tenente. Presto viene destinato ai Corpi di intelligence, e avrà l'incarico di mantenere i contatti con alcuni governi alleati in esilio, in particolare belgi e francesi.
In seguito alla smobilitazione il suo unico lavoro sarà quello dello scrittore.
Powell, a differenza della maggior parte dell'intellettualità sua coeva, si dichiarava conservatore.
Muore il 28 marzo del 2000.

## Opere tradotte in italiano (parziale)
- Paesaggio e morte. Garzanti, 1963.
- Venusberg. Einaudi, 1969.
- Nella musica del tempo: Autunno. Mondadori, 1972.
- Il re pescatore. Einaudi, 1988.
- Una Danza per la musica del tempo. Fazi.
  - Una questione di classe (2001)
  - Un mondo da accettare (2002)
  - Nel salotto di Lady Molly (2007)